# متحف وادي ساكرامنتو
متحف وادي ساكرامنتو هو متحفٌ يقعُ في شارع إي ستريت ويليامز، في ويليامز، مقاطعة كولوسا، شمال كاليفورنيا في قلب وادي ساكرامنتو. يُروّج هذا المتحَف لتاريخ وادي سكرامنتو من خلال عروض الصور التاريخية والتحف والمنسوجات واللحف والمخطوطات والوثائق والصحف القديمة من منطقة وادي ساكرامنتو في شمال سنترال فالي (أو وادي كاليفورنيا الأوسط).

## التاريخ
بني المبنى الذي يضمُّ متحف وادي ساكرامنتو في عام 1911 ليكون بمثابة مدرسة ويليامز يونيون الثانوية. ظلّت المدرسة قائمة حتى عام 1956، عندما بُنيت مدرسة ثانوية جديدة، وكانَ من بين الخريجين موسيقي الجاز تورك مورفي، من ملهى إيرثكويك ماكغون في سان فرانسيسكو، كينيث زوموالت، محرر صحيفة ستارز آند سترايبس خلال الحرب العالمية الثانية، وعائلة فوش من الصيادلة، الذين خدموا مجتمع ويليامز لأكثر من 100 عام. ظل المبنى القديم خامداً لمدة ست سنوات حتى تبنّى سكان وادي ساكرامنتو قضيته، وبحلول 15 آب/أغسطس 1962، زارَ المهندس المعماري ألفين فينجادو مبنى مدرسة ويليامز الثانوية للتأكد من حالته وتحديد العمل المطلوب لوضع المبنى في حالة جيدة. خلص فينجادو إلى أنه، من بين أمور أخرى، يحتاج السقف والفتحة العلوية إلى الاستبدال والإصلاح وأن الأسلاك الكهربائية ومحطة التدفئة ونظام السباكة بحاجة إلى الاهتمام. قُدّر أنَّ إجمالي تكلفة العمل ستتراوح بين 20000 و25000 دولار أمريكي حتى يُصبحَ المبنى في حالة جيدة، ومع ذلك، فإن تكلفة العمل التطوعي والتبرعات كانت أقل بكثير. صرَّح لولو سالتر في شباط/فبراير 1964 والذي كان يشغلُ منصبَ رئيس جمعية متحف وادي ساكرامنتو، قائلًا: «يتمتعُ المبنى بإمكانيات هائلة... كل ما نحتاجه هو القوة البشرية والمال».
افتُتحَ المتحف قبل اكتمال إصلاحات المبنى، وفي شباط/فبراير من عاو 1963، كتبت صحيفة ويليامز فارمر في إحدى تقاريرها: «من النادر جدًا، في هذه الأيام الحديثة، أن تتمكَّن منظمةٌ ما من حشد الرجال والنساء والأطفال في جسم كبير لأداء مشاريع تطوعيّة». عملت مجموعات المتطوعين من عام 1962 إلى 1946 بجدٍّ لإصلاح المبنى وجمع المعارض. افْتَتحت مجموعة المواطنين الذين شكّلوا المجلس الأول لجمعية متحف وادي ساكرامنتو، في محاولة لتشجيع الاهتمام بالمتحف النامي، للعرض في آذار/مارس 1963، بعد أقل من عام من إعلان المهندس المعماري ألفين فينجادو عن الإصلاحات طويلة الأجل اللازمة لجعل المبنى صالحًا للسكنى. كان المتحف مفتوحًا لمدة ستة أشهر ثم أغلق لإجراء إصلاحات أكثر شمولاً. افتُتِحَ المتحف رسميًا في حزيران/يونيو 1964. بالإضافة إلى معروضات المواد التاريخية، كانت هناك معارض فنية وغرفة مخصصة للفصول الفنية للمجتمع.

## معلومات عامة
المتحف مفتوح من مارس حتى أكتوبر، الخميس - السبت (10 صباحًا - 4 مساءً )، لكنّه يكونُ مغلقًا من تشرين الثاني/نوفمبر حتى شباط/فبراير. الدخول مجاني باستثناء الزيارات الجماعية أو المواعيد. إي في إم (بالإنجليزية: SVM)‏ هي منظمةٌ غير ربحية تعمل بشكل أساسي على جمعِ الهدايا المالية المقدمة من العائلات والأفراد والشركات. تُستخدم التبرعات المالية التي تصلُ الشركة في إجراءات التشغيل العامة، وحفظ الأرشيف، والإنشاء والصيانة والمعارض، والمناسبات الخاصة.

## روابط خارجية
- الموقع الرسمي لمتحف وادي ساكرامنتو
- متحف وادي ساكرامنتو في موقع سيتي أوف ويليامز